# Endereço de enlace local
Em uma rede de computadores, um endereço de enlace local é um endereço de rede que é válido apenas para comunicações dentro do segmento de rede (enlace) ou do domínio de broadcast que o hospedeiro está conectado.
Endereços de enlace local não são garantidos de serem únicos além de um único segmento de rede. Roteadores entretanto não enviam pacotes com endereços de enlace local.
Para protocolos que possuem apenas endereços de enlace local, como Ethernet, endereços de hardware atribuídos pelos fabricantes em elementos de rede são únicos, consistindo de uma identificação de fornecedor e de um identificador serial.
Endereços de enlace local para o IPv4 são definidos no bloco de endereços 169.254.0.0/16, na notação CIDR. Em IPv6, eles são atribuídos com o prefixo fe80::/64, apesar de serem definidos como o bloco fe80::/10.